# Cmentarz wojenny nr 65 – Małastów-Kornuta
Cmentarz wojenny nr 65 – Małastów-Kornuta – zabytkowy cmentarz z I wojny światowej, zaprojektowany przez Hansa Mayra znajdujący się we wsi Małastów w powiecie gorlickim, w gminie Sękowa. Jeden z ponad 400 zachodniogalicyjskich cmentarzy wojennych zbudowanych przez Oddział Grobów Wojennych C. i K. Komendantury Wojskowej w Krakowie.
Znajduje się na zachodnim stoku wzniesienia Kornuta. Dawniej był wyeksponowany ze względu na położenie przy granicy lasu, obecnie jest niewidoczny z drogi Gorlice – Gładyszów. Obiekt został zaprojektowany na rzucie nieregularnego wieloboku. Cmentarz otoczony kamiennym murkiem z masywnymi pylonami w górnych wewnętrznych narożach, w środku duży drewniany krzyż. Na cmentarzu pochowano 111 żołnierzy z armii austro-węgierskiej oraz 15 z rosyjskiej. Obiekt został wyremontowany w latach 2003–2004. Obecny rozkład nagrobków różni się od pierwotnego, tabliczki z nazwiskami w większości umieszczono przypadkowo.